# حركة البديل الشعبي
حركة البديل الشعبي (بالفرنسية: Mouvement pour une Alternative du Peuple) هو حزب سياسي في بنين بقيادة لازار سيهويتو. حصل حزب البديل في الانتخابات الرئاسية في بنين، في 5 مارس 2006، على نسبة 2٪ من الأصوات لصالح مرشحه لازار سيهويتو.